# Meleoma emuncta
Meleoma emuncta is een insect uit de familie van de gaasvliegen (Chrysopidae), die tot de orde netvleugeligen (Neuroptera) behoort. 
Meleoma emuncta is voor het eerst wetenschappelijk beschreven door Fitch in 1855.